# Не смотри вниз
«Не смотри вниз» (исп. No mires para abajo) — художественный фильм аргентинского режиссёра Элисео Субьелы, вышедший в 2008 году.
«Не смотри вниз» — первый фильм Элисео Субьелы, в котором превалирует эротическое содержание.

## Сюжет
Фильм начинается эпиграфом:

Когда общество считает, что жизнь не имеет смысла, мы должны смотреть на всё глазами Эроса. Со временем только Эросу предстоит восстановить равновесие между жизнью и смертью в споре, в котором сейчас побеждает смерть.

Андре Бретон

После смерти отца 19-летний парень Элой становится лунатиком. В одну из ночей, прогуливаясь в сомнамбулическом состоянии по крыше, через открытое потолочное окно попадает в комнату девушки Эльвиры, приехавшей из Барселоны на каникулы к бабушке.
Эльвира обучает Элоя сексу во всех проявлениях, от Камасутры до даосских сексуальных практик. «Я могу научить тебя ходить райскими тропами с любой женщиной. Я хочу, чтобы ты научился кончать без эякуляции», — говорит главная героиня. Элой обнаруживает, что с увеличением продолжительности полового акта он оказывается в самых разных местах планеты: Севилье, Эль-Параисо, Монтевидео… Овладев искусством любви, он незаметно для самого себя избавляется от лунатизма. Но каникулы кончаются, герои расстаются. Только теперь Элой начинает понимать мудрость покойного отца, сказавшего когда-то: «Всю свою жизнь ты будешь расставаться, но это не значит, что нужно перестать любить».

## В ролях
- Антонелла Коста — Эльвира
- Леандро Стивельман — Элой
- Уго Арана — отец Элоя
- Марженка Новак — мать Элоя
- Мария Елена Руас — Селия
- Моника Галан — Анна
- Октавио Борро — Андрес, брат Элоя
- Лукас Сулин — Элой в детстве
- Вивиана Пикколо — сестра Элоя
- Нестор Санчес — профессор физики

## Съёмочная группа
- Автор сценария: Элисео Субьела
- Режиссёр: Элисео Субьела
- Оператор: Сол Лопатин
- Художник: Кристина Нигро
- Монтаж: Марсела Саенс
- Композитор: Педро Азнар
- Продюсеры:
  - Дэниэл Пенса
  - Мигель Ангел Рока
  - Элиза Жалладо

## Оценки
Как это всегда у Субиелы, его продукция (фильм «Не смотри вниз») — ультрапрофессиональна. («As usual with Subiela, production package is ultra-pro»)— Роберт Кёлер (Robert Koehler)

## Премии и номинации
- Монреальский кинофестиваль
  - премия Глаубера Роши лучшему фильму Латинской Америки
  - приз зрительских симпатий
- 2008 — XIII международный кинофестиваль в Гвадалахаре (Мексика)
  - лучший режиссёр
- 2008 — XIV латиноамериканский кинофестиваль в Льейде (Испания)
  - лучший фильм